# Conklin Brook
Conklin Brook, zw. inaczej Black Joe Branch – rzeka w stanie Nowy Jork, w hrabstwie Sullivan. Uchodzi do Neversink Reservoir. Zarówno długość cieku, jak i powierzchnia zlewni nie zostały oszacowane przez USGS.